# Флаг Виноградского района
Флаг Виноградовского района — один из официальных символов Виноградовского района Закарпатской области, утвержденный 10 июля 2007 года решением сессии Виноградовского районного совета.

## Описание
Флаг района представляет собой прямоугольное полотнище белого цвета с соотношением ширины к длине в пропорции 2:3. В центре полотнища размещено герб района. По периметру флаг обрамлен равносторонними цветными треугольниками: 15 штук в длину и 10 в ширину. Треугольники левого, нижнего и верхнего краев желтого и голубого цвета, треугольники справа окрашенные в красный и зеленый цвета.
Желтый и голубой цвета символизируют украинское население региона, красный и зеленый — венгерское.
Флаг района двусторонний.